# Ghetoul Varșoviei
Ghetoul Varșovia a fost cel mai mare ghetou evreiesc înființat de Germania nazistă în Varșovia, fostă capitală a Poloniei în Guvernul General în timpul Holocaustului și al celui de-al doilea război mondial. El a fost construit în fosta capitală a Poloniei independente, Varșovia, între octombrie-noiembrie 1940, în el fiind înghesuiți cu forța, pe o suprafață de 3.4 km2, peste 400.000 de evrei, majoritatea locuitori ai Varșoviei. 
Între 1941 și 1943, foametea, bolile și deportările în lagăre de concentrare și de exterminare au redus populația ghetoului de la aproximativ 450.000 la 70.000. În cursul a două luni din vara anului 1942, au fost trimiși aproape 254.000 de evrei în lagărul de exterminare Treblinka. În 1943, în preajma trimiterii la moarte a ultimilor locuitori, ghetoul din Varșovia a fost scena revoltei din ghetoul Varșovia, prima rebeliune urbană în masă împotriva ocupației naziste a Poloniei. Majoritatea locuitorilor ghetoului au murit deportați în lagărele de exterminare, au pierit de inaniție și boli infecțioase sau uciși în reprimarea Revoltei Ghetoului Varșoviei.

## Construire

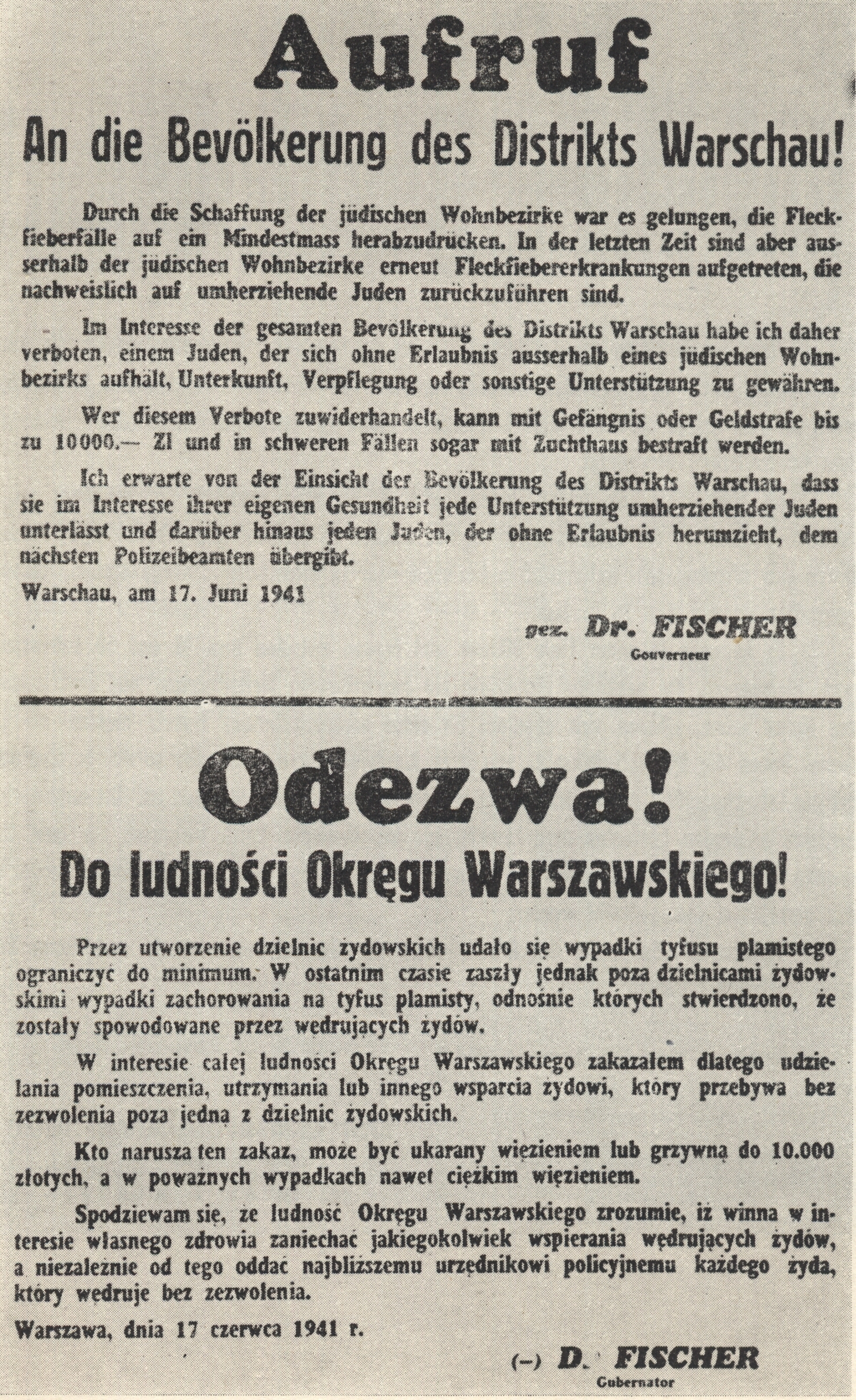
Anunţ din 1941 pentru cetăţenii Varşoviei cu privire la riscul de infecție de tifos datorită evreilor, semnat de Ludwig Fischer.

Graniţele Ghetoului din Varşovia în noiembrie 1940 (interactive map)

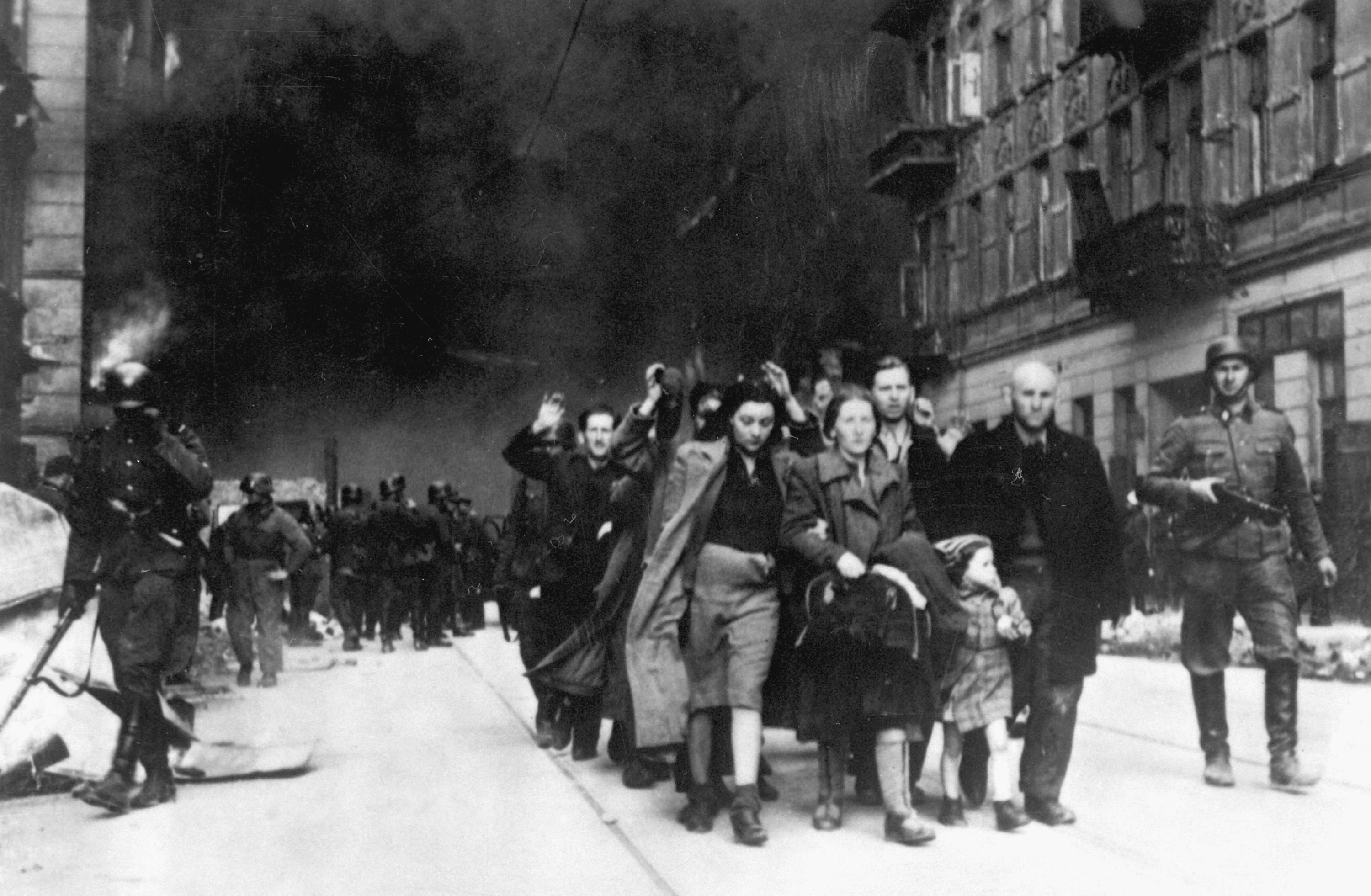
Raportul Stroop Fotografia arată clădirile în flăcări din Getou în timp ce germanii mărșăluiau evrei

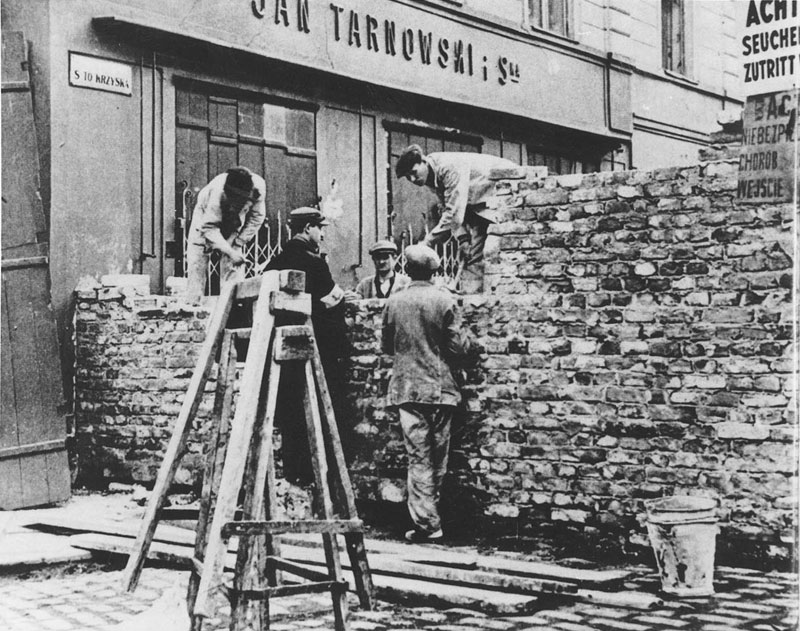
Walling-off Strada Świętokrzyska (văzută dinspre strada Marszałkowska

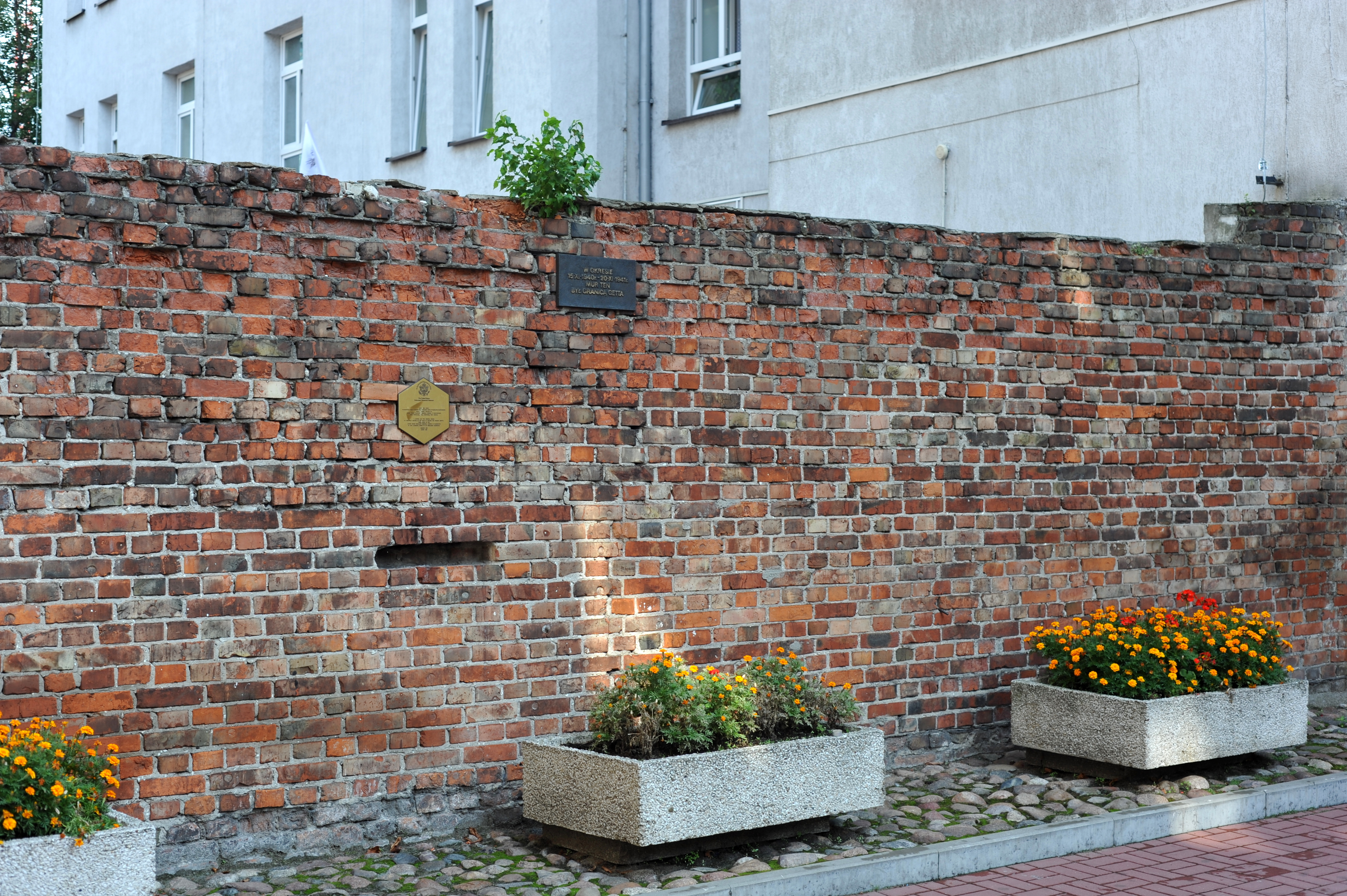
Rămăşiţele zidului Ghetoului Varşoviei în spatele unei case de pe strada Sienna 55

Ghetoul Varșoviei a fost construit de către germanul Hans Frank în data de 16 octombrie 1940. Frank le ordonă evreilor din Varșovia și suburbii să se mute în ghetou. În acel moment se estima că numărul populației se ridică la 400.000, aproape 30% din populația totală a Varșoviei, însă, suprafața ghetoului era de doar 2.4% din întreaga suprafață a Varșoviei.
Construcția zidului ghetoului a început în data de 1 aprilie 1940, dar germanii au izolat ghetoul de lumea din afară în data de 16 noiembrie a aceluiași an. Zidul avea 3 m înălțime, în capăt având sârmă ghimpată. Cei ce încercau să iasă erau împușcați pe loc. Granițele ghetoului s-au modificat de foarte multe ori în timp.
Ghetoul era împărțit de strada Chłodna, una dintre principalele străzi ce mergea spre estul orașului. Zona la sud de Chłodna, era denumită “Ghetoul Mic”, în timp ce zona de nord se numea “Ghetoul Mare”. Cele două părți era conectate de strada Żelazna (o poartă specială a fost construită la intersecția acesteia cu strada Chłodna). În ianuarie 1942 a fost construit un pod de lemn ce a devenit, la finalul războiului, unul dintre simbolurile Holocaustului.
Primul comisar al Ghetoului Varșoviei a fost Standartenführer Waldemar Schön. A urmat la conducere în mai 1941 Heinz Auerswald.

## Administrația Ghetoului
Precum în toate ghetourile din Polonia, germanii au atribuit administrația unui consiliu al evreilor (Judenräte în germană) condus de către cei mai bătrâni. În Varșovia acest rol a fost atribuit lui Adam Czerniaków, ce a adoptat o politică de colaborare cu naziștii. Adam Czerniaków consemnează în jurnalele sale experiențele chinuitoare. A devenit conștient de propria duplicitate tragică și s-a sinucis în iulie 1942.
Cu toate acestea, personalitatea sa rămâne mai puțin infamă decât cea a lui Mordechai Chaim Rumkowski, administratorul Ghetoului Łódź. Colaborarea lui Adam Czerniaków cu politica nazistă reprezintă paradigma de atitudine a majorității evreilor din Europa față de nazism.

## Condiții

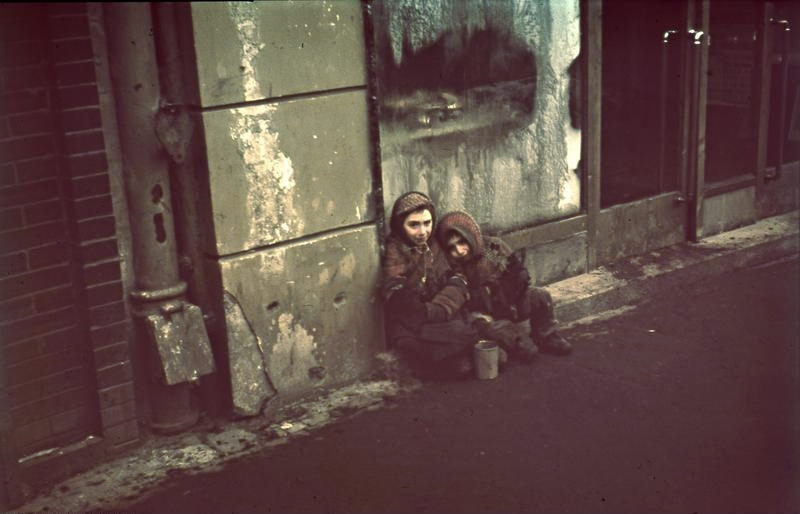
Copil din Ghetou

În următorul an și jumătate, mii de evrei din Polonia și rromi, din orașe mai mici și de la sat, au fost aduși în Ghetou, în timp ce bolile, precum tifos, și foametea au menținut numărul locuitorilor constant. Rația de mâncare pentru evreii din Varșovia în 1941 era limitată la 184 de calorii, în comparație cu cele 2.613 calorii pentru germani.
Șomajul era o problemă majoră în Ghetou. Au fost create ateliere de lucru ilegale pentru a putea produce bunuri ce erau vândute ilegal sau se realizau schimburi cu alte mărfuri de contrabandă. Aceste tranzacții erau în mare parte realizate de către copii. Sute de copii evrei cu vârste cuprinse între patru și opt ani mergeau pe partea cealaltă și de câteva ori pe zi. Contrabanda era singura sursă de subzistență pentru locuitorii din Ghetou ce ar fi murit de foame, în caz contrar.
În ciuda vieții mizerabile, Ghetoul Varșoviei avea parte de foarte multe activități educaționale și culturale, conduse de organizațiile secrete. Au fost create spitale, bucătării publice, orfelinate, centre de refugiere, facilități de recreere și un sistem de educație. Câteva școli erau ilegale și funcționau sub forma unor bucătării. Existau și biblioteci secrete, clase pentru copii și chiar o orchestră  simfonică. Rabinul Alexander Zusia Friedman, secretarul general al Israelului din Polonia, a fost unul dintre liderii Tora din Ghetoul Varșoviei. A organizat o rețea secretă de școli religioase cum ar fi, școala pentru băieți “Yesodei HaTorah”, școala pentru fete Bais Yaakov și trei instituții de studii avansate evreiești. În 1941, când germanii au acordat permisiunea Judenräte să deschidă școlile, acestea au ieșit la suprafață și au primit finanțare de la comunitatea oficială a evreilor.
Peste 100.000 de locuitori ai Ghetoului au murit din cauza bolilor sau foametei, dar și din cauza omorurilor la întâmplare, chiar și după ce naziștii au început deportările masive spre lagărul de exterminare Treblinka. Între Tisha B'Av (iulie 23) și Yom Kippur (septembrie 21) 1942, aproape 254.000 de locuitori (după alte calcule aproape 300.000) din Ghetou au fost trimiși în Treblinka și uciși.
Friedman a alertat lumea despre începutul deportărilor din Varșovia prin intermediul unui mesaj codat. Telegrama lui a fost următoarea: “Domnul Amos și-a ținut promisiunea din cea de a cincea treime.”. Făcea referire la Cartea lui Amos capitolul 5, versetul 3.
Ofițerul Jan Karski ce făcea parte din Mișcarea de rezistență a Poloniei a raportat în 1942 guvernelor din vest despre situația din Ghetou și despre lagărele de exterminare. La sfârșitul lui 1942 era clar că deportările însemnau sfârșitul, mulți dintre evereii rămași s-au decis să lupte.
Timp de ani, locuitorii Ghetoului au încercat să ascundă documentle, scrierile, fotografiile și scurtele înregistrări în capsule de timp. Și-au intensificat activitatea mai ales după ce au aflat că deportarea nu însemna altceva decât ucidere în masă. În mai 1942, germanii au început să filmeze un film de propagandă intitulat “Ghetoul” (“Das Ghetto” în germană) ce nu a fost niciodată terminat. Câteva imagini au fost arătate într-un documentar din 2010 numit “Un film neterminat]] (“A Film Unfinished” în engleză) ce are ca temă filmul “Das Ghetto” și corelează câteva scene cu însemnările din jurnalul lui Czerniakow.

## Revolta Ghetoului Varșoviei și distrugerea acestuia

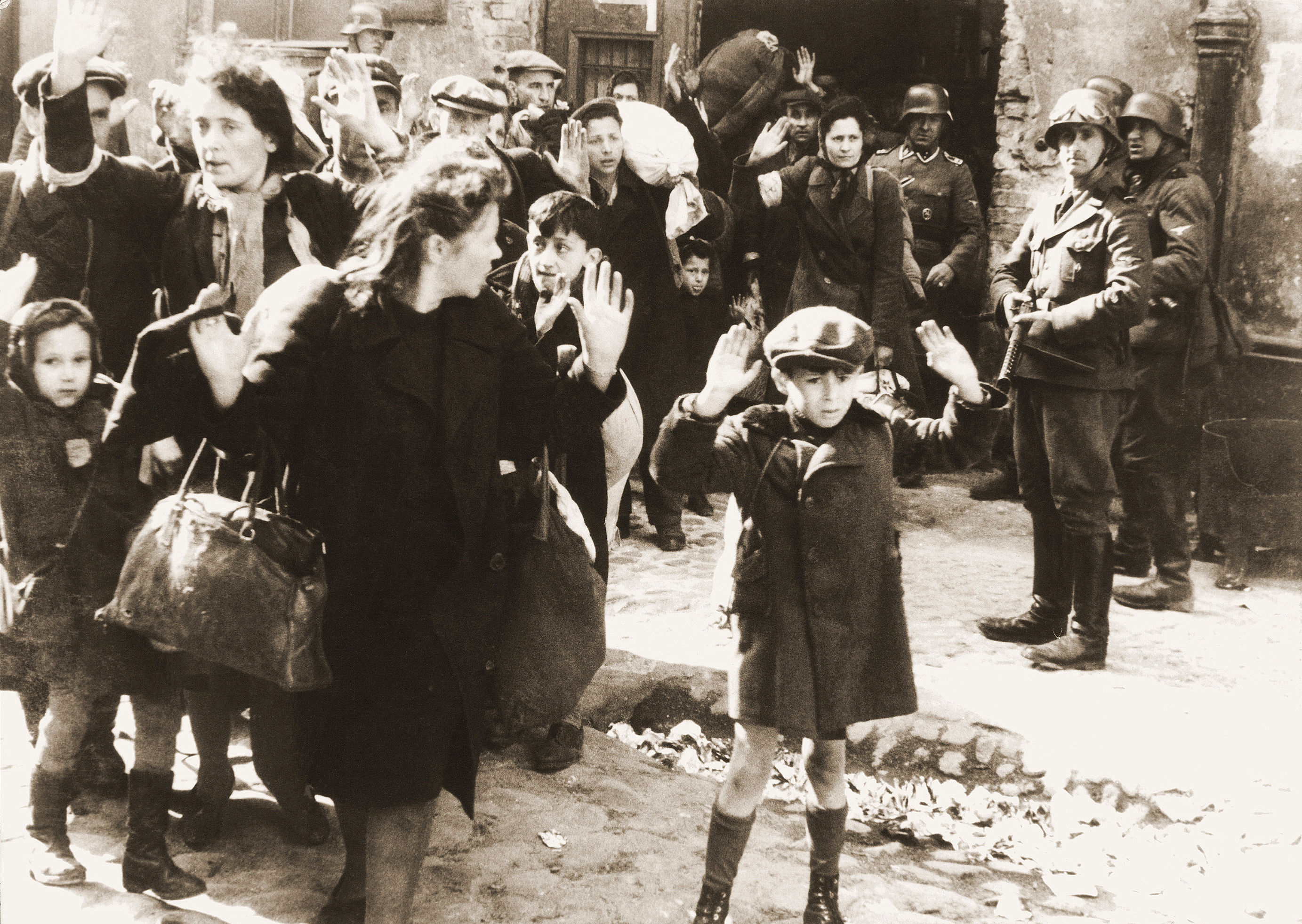
Fotografia din Raportul Stroop ce îl arată pe soldatul SS Josef Blösche îndreptând arma spre Revolta.

În 18 ianuarie 1943, după aproape 4 luni fără deportări, trupele germane au intrat în Ghetoul Varșoviei, în mod neașteptat, pentru a organiza o nouă deportare. În câteva ore aproape 600 de evrei au fost împușcați.
Germanii nu se așteptau la o rezistență din partea ghetoului, deși ea era planificată încă din toamna anterioară. Primele etape ale rezistenței evreilor au început în ziua respectivă. Luptătorii evrei au întâlnit un prim succes prin expulzarea trupelor germane și preluarea controlului asupra ghetoului de către organizațiile de rezistență ŻOB și ŻZW.
Bătălia finală a avut loc în ajunul Paștelui Evreiesc, 19 aprilie 1943, când forțele naziste, alcătuite din câteva mii de soldați, au intrat în ghetou. După eșecul inițial al trupelor germane, aflate sub comanda lui Jürgen Stroop, acestea au ars și aruncat în aer în mod sistematic clădirile din ghetou. Rezistența a luat sfârșit în data de 28 aprilie, în mod oficial operațiunea nazistă terminându-se la jumătatea lunii mai. Această operațiune s-a terminat, în mod simbolic, odată cu demolarea Marii Sinagogi din Varșovia. Conform raportului oficial, 56 065 de oameni au fost omorâți pe loc sau deportați în lagărele Germaniei naziste (majoritatea în lagărul Treblinka).

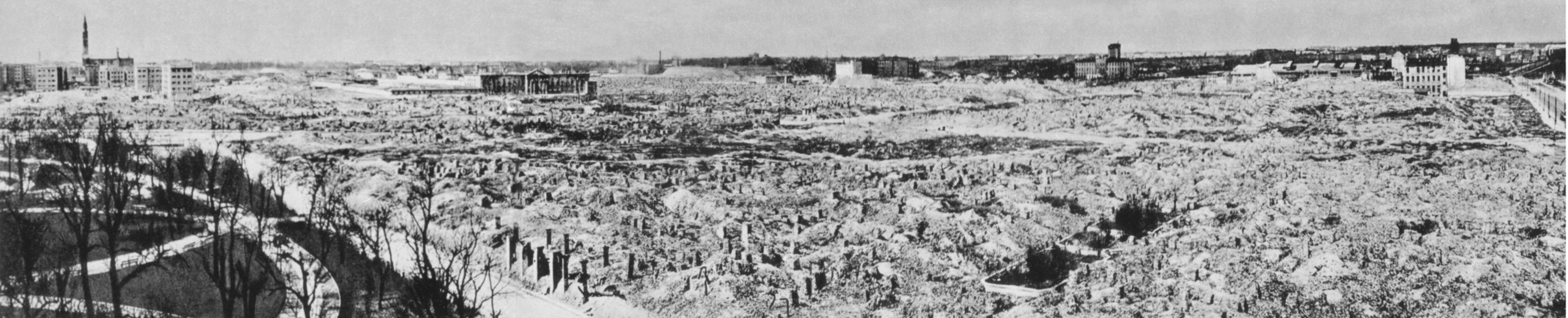
Ruinele Ghetoului Varşoviei distrus de trupele germane, din cauza ordinului lui Adolf Hitler, după suprimarea Răscoalei Ghetoului Varșoviei din 1943. Vedere dinspre nord-vest, Gradina Krasiński și strada Swiętojerska, poza a fost realizată în 1945

## Rămășițe ale ghetoului astăzi

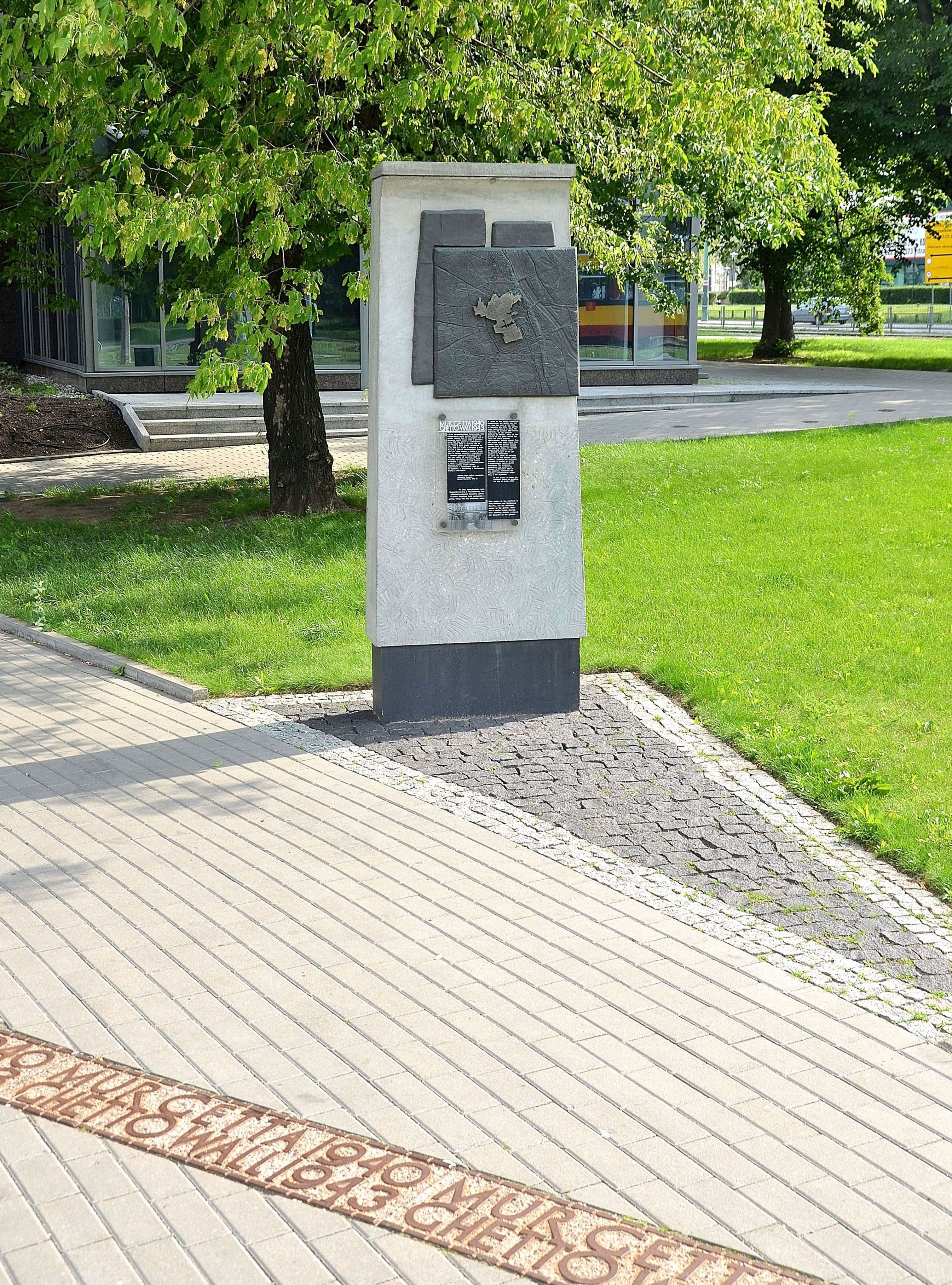
Una dintre cele 22 de borne aflate la graniţa Ghetoului Varşoviei

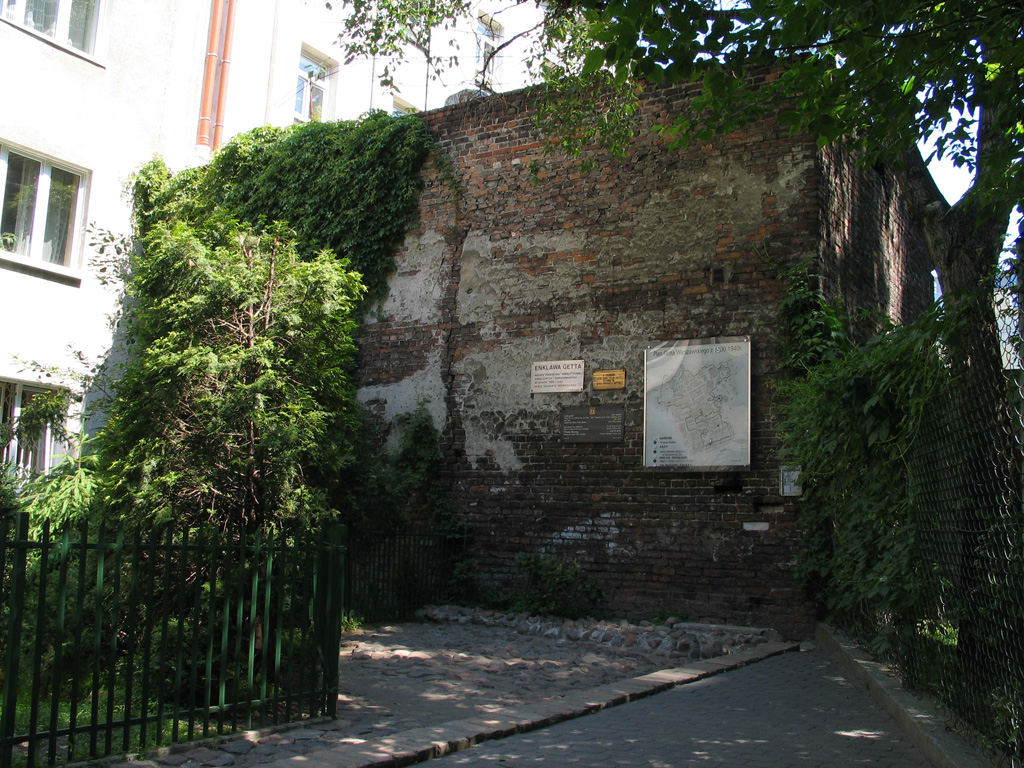
O ruină a zidului ghetoului aflată în spatele unei case de pe strada Złota nr. 62

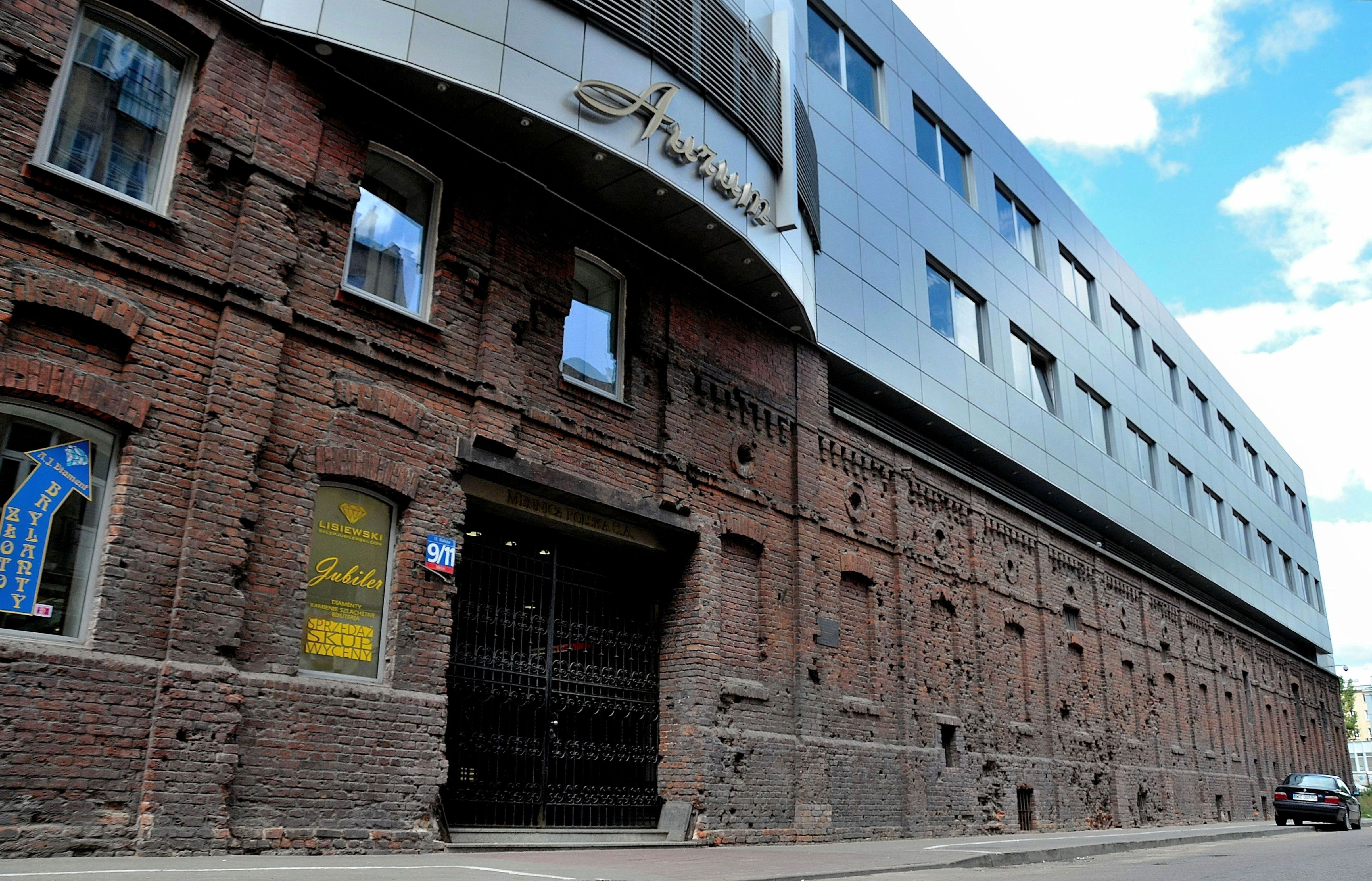
Zidul Ghetoului înainte, poză făcută pe strada Waliców nr. 11

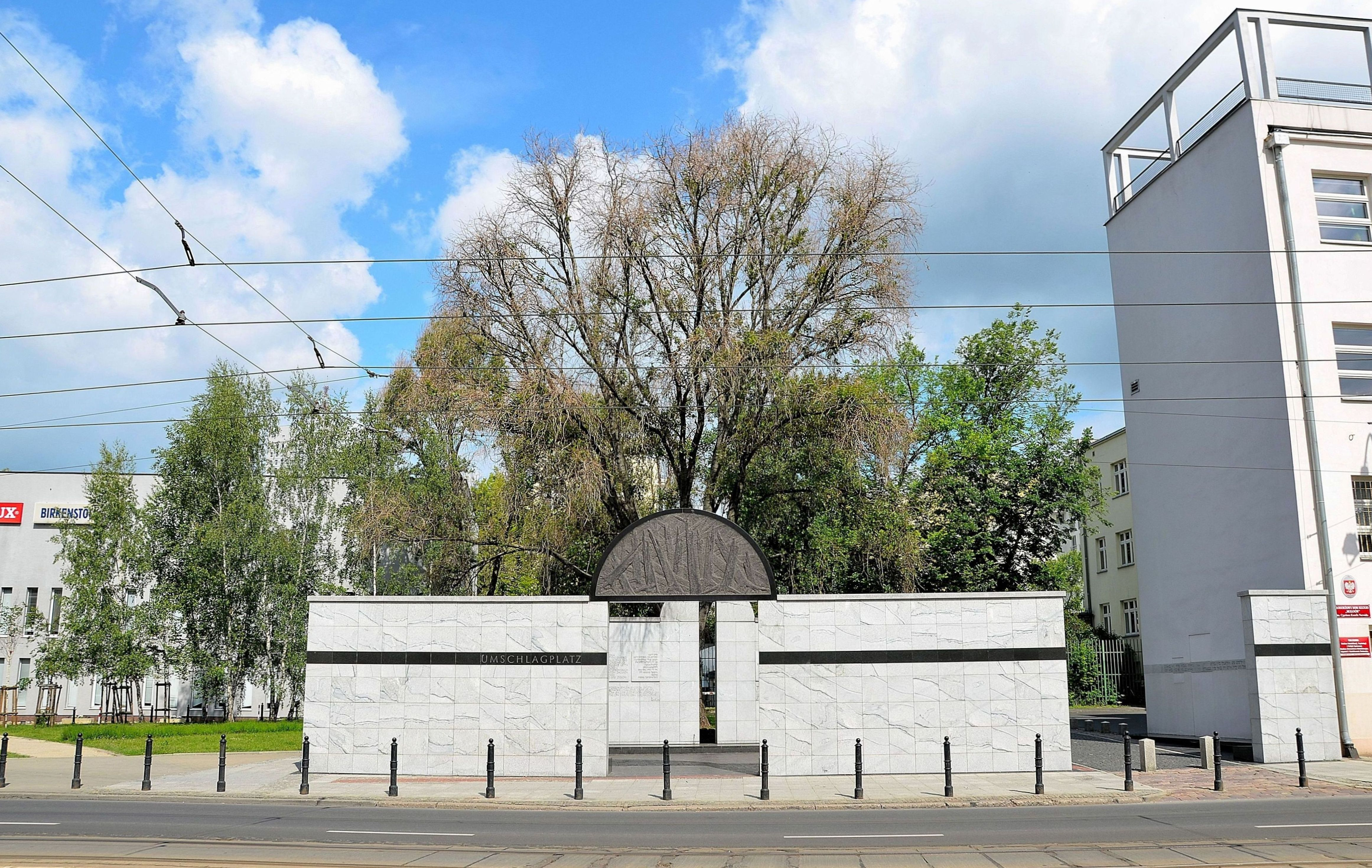
Ghetoul Varşoviei

Ghetoul a fost aproape în întregime demolat în timpul răscoalei; totuși, câteva străzi și clădiri din “ghetoul mic” nu au fost demolate deoarece acesta fusese închis înainte de revoltă, prin urmare nefiind implicat în luptă.
În 2008 și 2010 bornele Ghetoului Varșoviei au fost reconstruite de-a lungul graniței cartierului evreiesc unde, între anii 1940-1943, era poarta ghetoului, podul de lemn de peste strada Aryan și clădirile importante pentru deținuții din ghetou.
Cele patru clădiri de pe strada Próżna nr. 7, 9, 12 respectiv 14 sunt unele dintre cele mai cunoscute clădiri rezidențiale originale ce au găzduit familii de evrei între anii 1940-1941 în Ghetoul Varșoviei. În mare parte au rămas goale după război. Strada se află în centrul atenției în timpul Festivalului Evreiesc annual al Varșoviei. În prezent, clădirile de la numerele 7 și 9, sunt în renovare și vor deveni spații pentru birouri.
În apropriere, sinagoga Nożyk a supraviețuit și ea războiului. A fost folosită pe post de grajd de cai de către forțele de apărare germane (în germană Wehrmacht). În prezent sinagoga a fost restaurată reluându-și activitatea normală.
Cele mai bine prezervate fragmente ale zidului ghetoului sunt pe strada Sienna nr. 55, Strada Złota nr. 62 și strada Waliców nr. 11.
Există două monumente ale Eroilor Ghetoului prezentate în anul 1946 respectiv 1948, aproape de locul unde trupele germane au instrat în ghetou la data de 19 aprilie 1943.
În 1988 a fost construit un monument în punctul Umschlagplatz unde evreii erau pregătiți pentru deportare în lagărul Treblinka.
În decembrie 2012, o statuie controversată a lui Adolf Hitler în genunchi cerând iertare a fost instalată în curtea ghetoului. Opera de artă aparține italianului Maurizio Cattelan și a fost numită “HIM”. Foarte mulți au considerat că este nenecesar de ofensivă, în timp ce alții, precum rabinul Poloniei, Michael Schudrich, susțin că este bine gândită, chiar “educativă”. ".

## Oamenii din Ghetoul Varșoviei

### Victime
- Tosia Altman – luptător în rezistență, a evadat prin canale din Ghetou în timpul Răscoalei din 1943. A murit în final după ce a fost prinsă de către Gestapo când clădirea de celuloză unde se ascundea a fost cuprinsă de flăcări.
- Mordechaj Anielewicz – liderul rezistenței ghetoului în organizația ŻOB (Aniołek). A murit în timpul Răscoalei când el împreună cu alți camarazi s-au sinucis.
- Dawid Moryc Apfelbaum – liderul rezistenței ghetoului în organizația ŻZW. A fost omorât în acțiune în timpul Răscoalei Ghetoului. .[8]
- Adam Czerniaków – inginer și senator, șef al “Consiliului” (Judenrat) Varșoviei. S-a sinucis în 1942.
- Yitzhak Gitterman – directorul Comitetului de Distribuire al punctului Evreiesc American din Polonia, luptător al rezistenței. Omorât în acțiune în timpul Răscoalei.
- Itzhak Katzenelson – profesor, poet, dramaturg și luptător în rezistență. Executat în 1944 la Auschwitz-Birkenau.
- Janusz Korczak – autor de cărți pentru copii, pediatru, învățător și proprietar de orfelinat. Executat la Treblinka în 1942, după ce i se oferise ocazia să abandoneze orfanii și să fugă.
- Simon Pullman – dirijorul orchestrei simfonice Ghetoul Varșoviei. A fost executat la Treblinka în 1942.
- Emanuel Ringelblum – istoric, om politic și asistent social, șeful cronicii din Varșovia. A fost prins în Varșovia și executat împreună cu familia în 1944.
- Kalonymus Kalman Shapira – rabinul Piaseczno. Executat la Trawniki în timpul Aktion Erntefest în 1943.
- Lidia Zamenhof – specialist în esperanto, fiica Dr. L. L. Zamenhof. Executată la Treblinka în 1942.
- Nathalie Zand – neurolog și cercetător științific. A practicat ca doctor în ghetou. Se crede că ar fi fost executată în închisoarea Pawiak, în septembrie 1942.

### Supraviețuitori

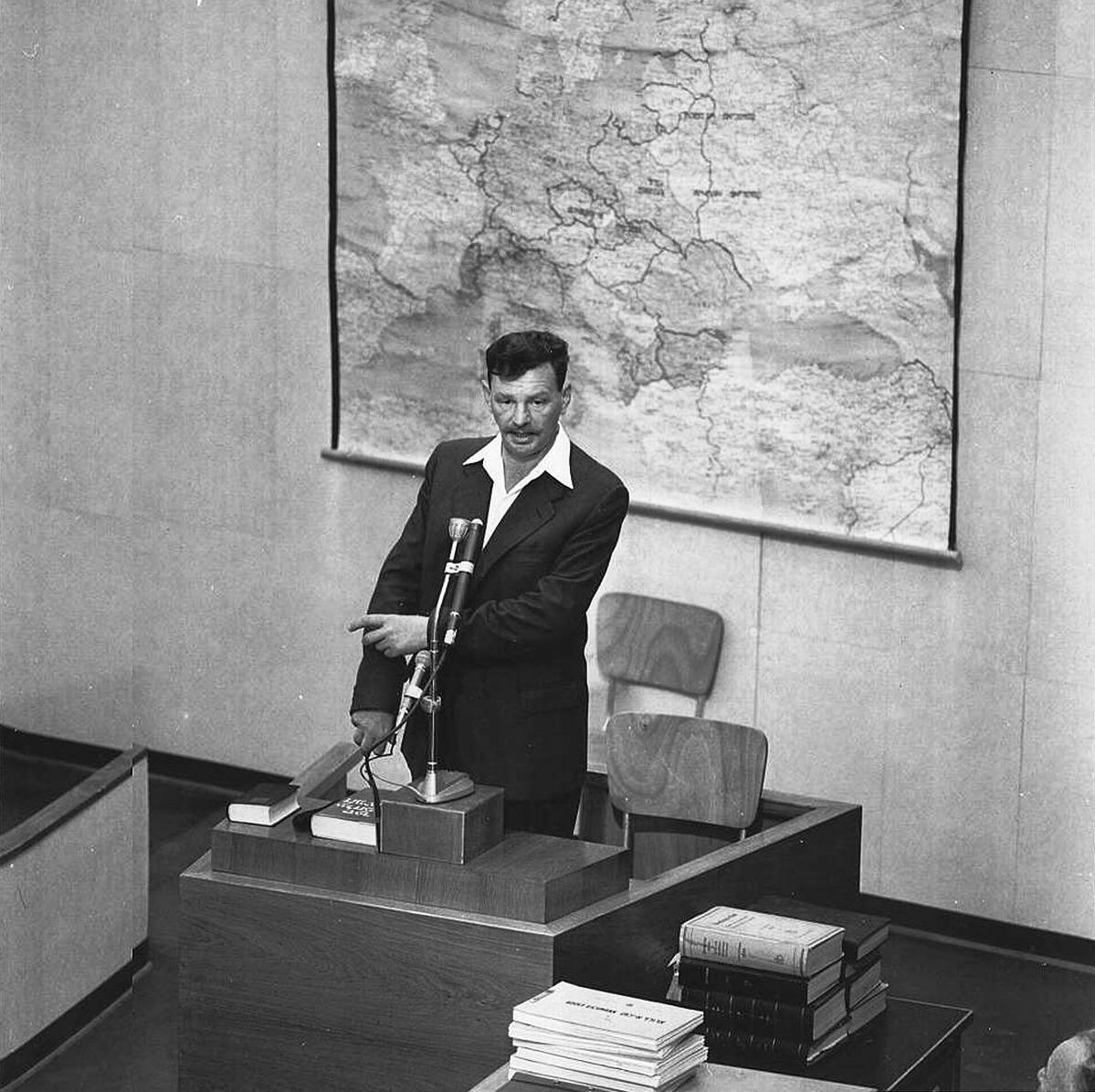
Icchak Cukierman, depune mărturie ca martor al acuzării în timpul procesului lui Adolf Eichmann

- Icchak Cukierman – liderul rezistenței ghetoului ("Antek"). A murit în 1981.
- Marek Edelman – om politic polonez și activist socialist, cardiolog. A fost singurul lider ce a  supraviețuit din organizația ŻOB. A murit în 2009.
- Jack P. Eisner – Autorul cărții “Supraviețuitorul Holocaustului”. Băiețelul ce a atârnat steagul evreiesc pe o cladire în flăcări în timpul Revoltei Ghetoului Varșoviei. Luptător ZZW. Comemorator al holocaustului. A murit în 2003.
- Ruben Feldschu (Ben Shem) (1900-1980) – autor Sionist și activist politic[9]
- Bronisław Geremek – om politic și istoric. A murit în 2008.
- Israel Shahak - profesor de chimie organică la Universitatea Ebraică din Ierusalim și scriitor.
- Martin Gray – ofițerul serviciului secret sovietic, scriitor american și francez.
- Mietek Grocher – autor suedez și activist pentru rememorarea Holocaustului.
- Alexander J. Groth – profesor de științe politice la Universitatea din California, Davis.
- Ludwik Hirszfeld – microbiolog polonez și serologist. A murit în 1954.
- Zivia Lubetkin – liderul rezistenței ghetoului, activist Aliyah Bet. A murit în 1976.
- Uri Orlev – autor israelian al nuvelei semi-autobiografice “The Island on Bird Street”, unde își expune experiențele din Ghetoul Varșoviei.
- Marcel Reich-Ranicki – critic literar german.
- Simcha Rotem – luptător în rezistență ("Kazik"), activist Berihah.
- Władysław Szpilman – pianist polonez, compozitor și scriitor, subiectul filmului The Pianist regizat de Roman Polanski. A murit în 2000.
- Dawid Wdowiński – psihiatru, lider politic, liderul mișcării de rezistență ŻZW, memorialist american. A murit în 1970.

### Oameni asociați

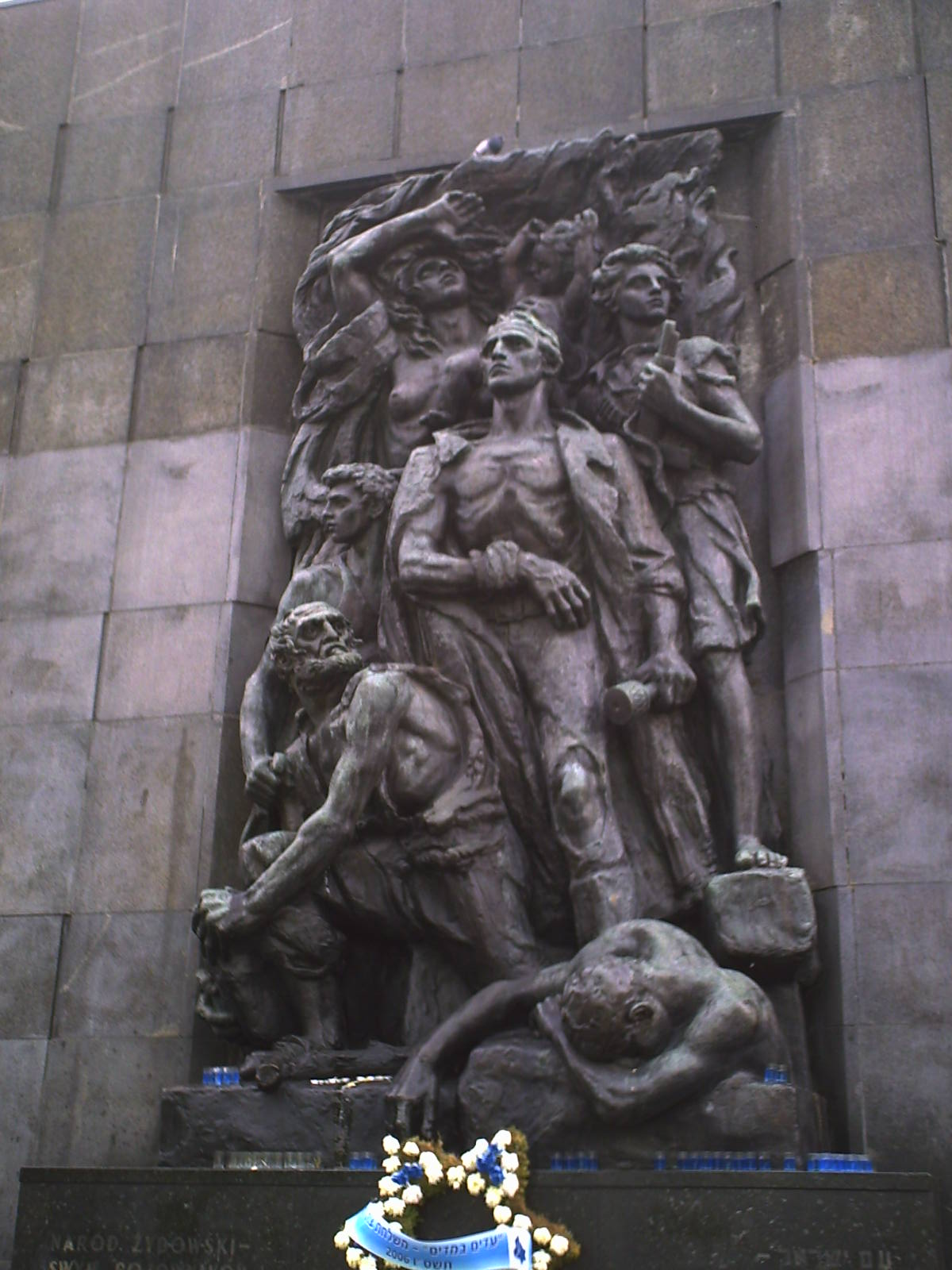
Monumentul eroilor din ghetoul Varşovia

- Władysław Bartoszewski – activist polonez organizația Żegota din Varșovia.
- Henryk Iwański – ofițer polonez din rezistență aflat la conducerea suportului ghetoului. A murit în 1978.
- Jan Karski – curierul din rezistența poloneză ce prezenta detalii din Ghetou Aliaților. A murit în 2000.
- Zofia Kossak-Szczucka – a fost un scriitor polonez și luptător în rezistență și co-fondator al consiliului Żegota. A murit în 1968.
- Irena Sendler – membrul rezistenței ce a salvat 2.500 de copii evrei din Ghetou și a ajutat la ascunderea acestora, subiectul filmului The Courageous Heart of Irena Sendler. A murit în 2008.
- Szmul Zygielbojm – om politic evreu polonez. În 1943 s-a sinucis datorită indiferenței Alianței față de victimele din Ghetoul Varșoviei.

## În beletristică
- Jurek Becker, Jacob the Liar, Arcade Publishing, 1996, ISBN 978-1-55970-315-4
- John Hersey, The Wall, Vintage, 1988, ISBN 978-0-394-75696-7
- Bodie Thoene, Warsaw Requiem; The Zion Covenant, Tyndale House Publishing, 2001, ISBN  978-1-414-30112-9(originally published in 1988 by Bethany House Publishing)
- Leon Uris, Mila 18, Bantam, 1980, ISBN 978-0-553-14701-8 (originally published in 1961 by Doubleday)
- Richard Zimler, The Warsaw Anagrams, Overlook Press, 2011, ISBN 978-1-59020-088-9, and Corsair, 2011, ISBN 978-1-84901-369-7